# The Memphis Belle: A Story of a Flying Fortress

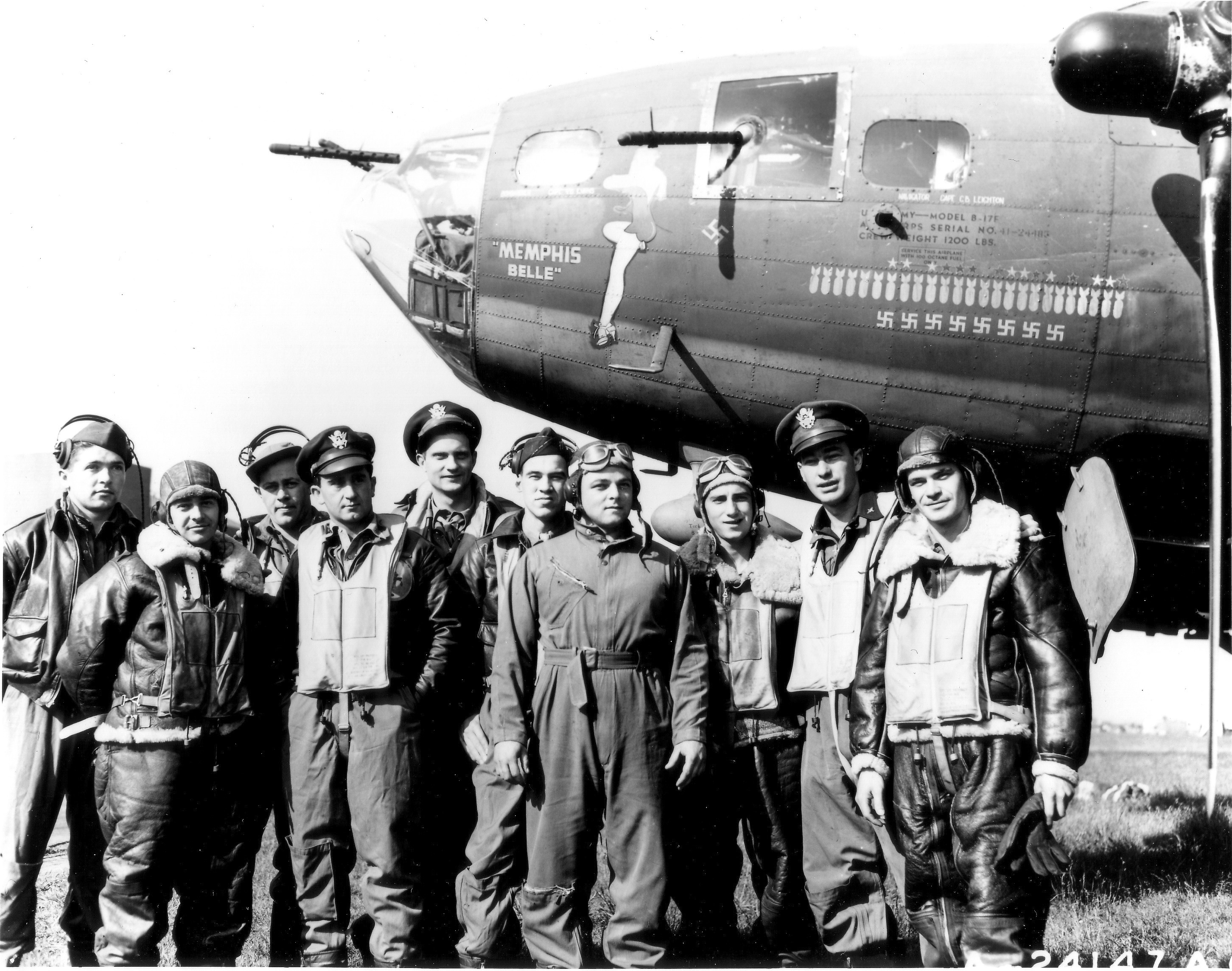
Besättningen på Memphis Belle.

The Memphis Belle: A Story of a Flying Fortress är en amerikansk dokumentärfilm i färg från 1944 av William Wyler om en Boeing B-17F, Memphis Belle (B-17), och dess tjugofemte och sista uppdrag innan både besättning och flygplan fick återvända hem till USA.